# Vääräjärvi (sjö i Lappland, lat 67,78, long 24,07)
Vääräjärvi är en sjö i Finland. Den ligger i kommunen Muonio i landskapet Lappland, i den norra delen av landet, 800 km norr om huvudstaden Helsingfors. Vääräjärvi ligger 182,4 meter över havet. Arean är 16,5 hektar och strandlinjen är 1,87 kilometer lång. Sjön  ingår i Torne älvs huvudavrinningsområde. 